# ソマリ国民運動
ソマリ国民運動 (Somali National Movement;SNM) はソマリア、ソマリランドの政党である。ソマリアのモハメド・シアド・バーレ大統領の政権を打倒することを目的として、ロンドンに亡命中のイサック人によって1981年に結成された。ソマリアの反政府勢力で最も大きい勢力の一つであった。1991年、ソマリア内戦が勃発し、バーレのナイジェリア亡命で政権が崩壊すると、旧イギリス領ソマリランド一帯の分離・独立を宣言。「ソマリランド共和国」を「建国」して、SNM暫定政府を樹立した。
建国以後、主要都市で国軍と民兵間の紛争が激化し、SNM暫定政府は形骸化したが、国民和解のための大会議主導のもと、国内の治安は比較的安定した。

## 人物
- アブドゥラフマン・アリ・トゥール－SNM議長、初代ソマリランド共和国（暫定）大統領（1991年5月28日-1993年5月16日）
- イブラヒム・エガル－前ソマリランド共和国大統領（1993年5月16日-2002年5月3日）：注）後に統一人民民主党を結成